# فیتوکلد
 فیتوکلد

## موارد مصرف
قرص روکشدار در جعبه‌های ۳۰ عددی ضد سرما خوردگی و آنفلوآنزا وکمک به درمان سینوزیت.

## توضیحات
مواد بکار رفته درهر قرص عبارتست از گرانول پودر خشک گیاهان زیر:گلبرگ آقطی ۵۰ میلیگرم - شیرابه اندام هوائی اکیناسه ۷۵ میلیگرم - ریشه ختمی ۸۰ میلیگرم .
براساس ۰۵۱۴/۰ گرم فلاونوئید تام (بر حسب کورستین) در هر قرص .

## موادموثر
مواد مؤثر موجود در گیاهان مورد استفاده دراین فراورده عبارت است از:
- اکیناسه: الکامیدها، پولی الکنها، مشتقات اسیدکافئیک، پلی ساکاریدها و گلیکوزیدها
- آقطی: گلیکـــوزیدهای سـامبونیگرین، سامبوسین، سامبوسیگوین و فلاونول (کرستین)
- ریشه ختمی: لیزاب، فلاونوئید، کومارین و اسیدهای پلی فنولیک.

## آثار فارماکولوژی و مکانیسم اثر
گیاه اکی ناسه پورپوره آ دارای چندین خاصیت فارماکولوژیکی مشخص می‌باشد که عبارتند از:
- تأثیر روی آنزیمهای مؤثر در پدیده التهاب تکثیر و تحریک فعالیت گلبولهای چند هسته‌ای.
- حفاظت سلولها در مقابل ضایعات ناشی از رادیکالهای آزاد.
- فعال سازی منوسیتها در تولید سیتوکینها.

تجارب آزمایشگاهی نشان داده‌اند که ماده موثره الکامید در عصاره این گیاه موجب وقفه آنزیمهای سیکلواکسی ژناز و لیپواکسی ژناز می‌شود. این دو آنزیم در پیدایش التهاب دارای نقش کلیدی هستند و به این ترتیب در پیشگیری و درمان التهاب موثرند. افزون بر این معلوم شده است که عصارهٔ اکیناسه تکثیر گلبولهای سفید چند هسته‌ای را افزایش داده و به این وسیله قدرت دفاعی بدن را بیشتر می‌نماید. در مطالعهٔ دیگری به اثبات رسیده است که مشتقات اسید کافئیک موجود در اکیناسه قادر به پیشگیری از ضایعات ناشی از رادیکال‌های آزاد اکسیدان هستند. اثرات پیشگیری کننده و درمانی گیاه اکیناسه همراه با دو گیاه دیگر موجود در فرمول قرص فیتوکلد سبب کاهش دور هدرمان سرما خوردگی می‌شود. گیاه آقطی خاصیت ضد ویروس سرماخوردگی و آبریزش بینی دارد و در درمان سینوزیت نیز مؤثر است. گیاه ختمی نیز دارای اثر ضد میکروبی علیه گرام مثبت و گرام منفی می‌باشد. ترکیبات موسیلاژی موجود در این گیاه به عنوان نرم کنندهٔ مخاط گلو و مجاری تنفسی و در تسکین سرفه‌های خشک مؤثر است.

## دستور مصرف
برای بزرگسالان روزی سه مرتبه و هر مرتبه ۲ قرص با کمی آب قبل از غذا و برای کودکان (۱۲–۵ ساله) روزی سه مرتبه هر مرتبه یک قرص با کمی آب قبل از غذا.

## موارد منع مصرف و نکات قابل توجه
مصرف این دارو در بیماران مبتلا به اختلالات اتوایمیون فقط زیر نظر پزشک معالج توصیه می‌گردد.

## عوارض جانبی
در بیماران حساس به فراورده‌های گیاهی ممکن است موجب بروز عوارض آلرژیک شود.

## مصرف درحاملگی وشیردهی
مصرف این دارو در اینگونه افراد فقط باید زیر نظر پزشک مصرف شود.

## تداخل‌های داروئی
به علت وجود گیاه اکیناسه در فرآوردهٔ فیتوکلد مصرف هم‌زمان آن با داروهای سرکوب گر سیستم ایمنی مثل آزاتیوپورین و سیکلوسپورین ممکن موجب کاهش اثرات آنها گردد.